# محاصره حلب (۱۱۳۸)
محاصره حلب (انگلیسی: Siege of Aleppo) در آوریل ۱۱۳۸ تلاشی از نیروهای متحد بیزانس و دولت‌های صلیبی انطاکیه و ادسا به رهبری ژان دوم امپراتور بیزانس و ریموند پواتیه و ژوسلین دوم ادسا برای فتح حلب بود که ناموفق ماند و نیروهای متحد پس اندک زمانی از این شهر عقب‌نشینی کردند.